# カズングラ・フェリー

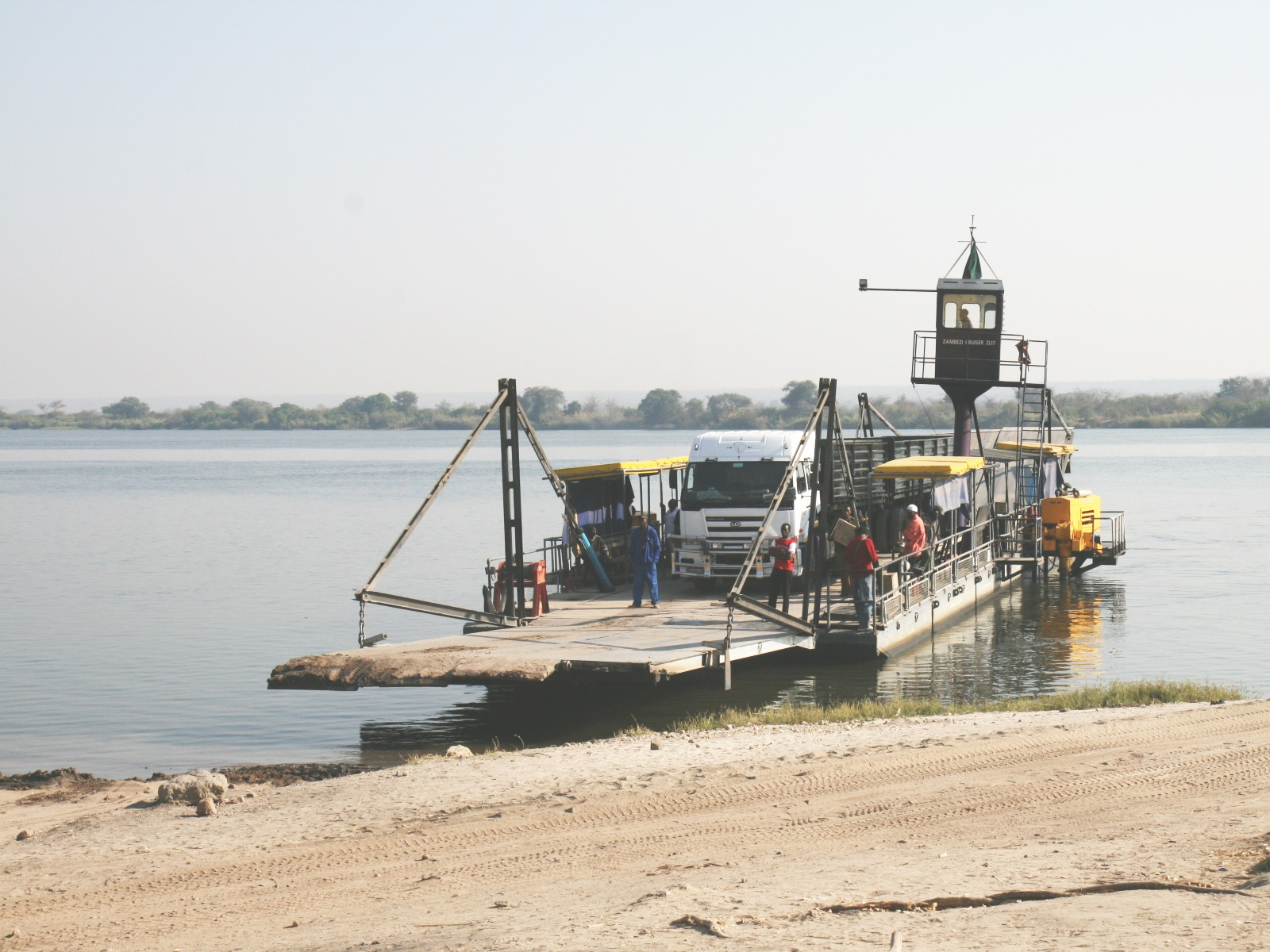
カズングラ・フェリーの艀

カズングラ・フェリー（Kazungula Ferry）は、ザンビアとボツワナの間を流れるザンベジ川を運航する水運業者。70tの積載能力を持つ2隻の艀で、ザンビア領カズングラとボツワナ領カズングラの間を運航している。
南部州の州都リビングストンから西部州のセシュケを結ぶ道路（トランス＝カプリビ・ハイウェイにカティマ・ムリロで接続し、ウォルビスベイに至る）と、フランシスタウンとハボローネを経由しボツワナを縦断して南アフリカ共和国へ至る高速道路に接続している。同様にカサネからジンバブエのヴィクトリアフォールズへの道路にも接続する。すなわち、ザンビア、ボツワナにジンバブエを加えた3国の道路交通に寄与し、さらにコンゴ民主共和国、ナミビア、南アフリカ共和国の3国に間接的に影響をもたらしている。南アフリカ共和国からザンビアの銅鉱山地帯やルサカへ向かう経路となっており、ジンバブエ経由よりも数百キロ短縮される。
2003年には、ザンビアのトラックが行きすぎた過積載により艀の一つを転覆させ、18人が犠牲となった。この事故により、ザンビア側でトラックの車両重量を計測するウェイブリッジを欠いていたことが批判された。
この地域ではザンビア、ジンバブエ、ナミビア、ボツワナの4国が接しているが、運用上は2つの三国国境をザンビアとボツワナ間の約150mの国境線でつなぐ形式とする合意がされている。このため、乗客は他の2国にも入国することができる。河道が絶えず変化するため、この合意がなされる2000年より前は、4国の国境に対する法的地位は不明瞭なものであった。この150m国境は、アフリカ開発基金等で記載が確認されている。
2007年8月、ザンビアとボツワナの両国政府間でカズングラ橋の建設が合意に達し、カズングラ・フェリーはこれによって代替される見通しとなった。この計画では、ジンバブエとナミビアの両国への入国は対象外となっている。